# Copa Sultan Azlan Shah del 2011
La Copa Sultan Azlan Shah del 2011 es la XX edición de la Copa Sultan Azlan Shah Se desarrolla en Malasia. Desde el 5 de mayo hasta el 15 de mayo participan 7 selecciones nacionales en un grupo de todos contra todos.

## Grupo Único
| Equipo        | J | G | E | P | GF | GC | DG | PTS |
| ------------- | - | - | - | - | -- | -- | -- | --- |
| Australia     | 6 | 5 | 1 | 0 | 18 | 8  | 10 | 16  |
| Pakistán      | 6 | 4 | 0 | 2 | 17 | 15 | 2  | 12  |
| Reino Unido   | 6 | 3 | 0 | 3 | 12 | 12 | 0  | 9   |
| Nueva Zelanda | 6 | 2 | 1 | 3 | 16 | 17 | -1 | 7   |
| India         | 6 | 2 | 1 | 3 | 15 | 17 | -2 | 7   |
| Corea del Sur | 6 | 2 | 1 | 3 | 12 | 15 | -3 | 7   |
| Malasia       | 6 | 1 | 0 | 5 | 11 | 17 | -6 | 3   |

## Resultados
- Resultados

| Fecha | Hora¹ | Partido       | Partido | Partido       | Resultado |
| ----- | ----- | ------------- | ------- | ------------- | --------- |
| 05.05 | 16:05 | Nueva Zelanda | -       | Pakistán      | 2-4       |
| 05.05 | 18:05 | India         | -       | Corea del Sur | 2-3       |
| 05.05 | 20:05 | Reino Unido   | -       | Malasia       | 3-1       |
| 06.05 | 16:05 | Corea del Sur | -       | Pakistán      | 2-4       |
| 06.05 | 18:05 | Reino Unido   | -       | India         | 1-3       |
| 06.05 | 20:05 | Australia     | -       | Malasia       | 2-1       |
| 08.05 | 16:05 | Australia     | -       | India         | 1-1       |
| 08.05 | 18:05 | Reino Unido   | -       | Pakistán      | 3-2       |
| 08.05 | 20:05 | Corea del Sur | -       | Nueva Zelanda | 1-1       |
| 09.05 | 16:05 | Australia     | -       | Pakistán      | 5-1       |
| 09.05 | 18:05 | Reino Unido   | -       | Nueva Zelanda | 3-1       |
| 09.05 | 20:05 | India         | -       | Malasia       | 5-2       |
| 11.05 | 16:05 | Nueva Zelanda | -       | Malasia       | 3-2       |
| 11.05 | 18:05 | Australia     | -       | Corea del Sur | 4-2       |
| 11.05 | 20:05 | Pakistán      | -       | India         | 3-1       |
| 12.05 | 16:05 | Australia     | -       | Reino Unido   | 2-1       |
| 12.05 | 18:05 | Nueva Zelanda | -       | India         | 7-3       |
| 12.05 | 20:05 | Corea del Sur | -       | Malasia       | 1-3       |
| 14.05 | 16:05 | Reino Unido   | -       | Corea del Sur | 1-3       |
| 14.05 | 18:05 | Pakistán      | -       | Malasia       | 3-2       |
| 14.05 | 20:05 | Australia     | -       | Nueva Zelanda | 4-2       |

### Tercer Puesto
| Fecha | Hora¹ | Partido     | Partido | Partido       | Resultado |
| ----- | ----- | ----------- | ------- | ------------- | --------- |
| 15.05 | 18:05 | Reino Unido | -       | Nueva Zelanda | 4-2       |

### Final
| Fecha | Hora¹ | Partido   | Partido | Partido  | Resultado |
| ----- | ----- | --------- | ------- | -------- | --------- |
| 15.05 | 20:35 | Australia | -       | Pakistán | 3-2       |

## Posiciones finales
| Pos | Equipo        |
| --- | ------------- |
|     | Australia     |
|     | Pakistán      |
|     | Reino Unido   |
| 4.  | Nueva Zelanda |
| 5.  | India         |
| 6.  | Corea del Sur |
| 7.  | Malasia       |

## Campeón
| Ganador de la Copa Sultan Azlan Shah 2011 |
| ----------------------------------------- |
| Australia Sexto título                    |

- Datos: Q4622503